# Skrzeszew (powiat sokołowski)
Skrzeszew – wieś w Polsce położona w województwie mazowieckim, w powiecie sokołowskim, w gminie Repki. Ma status sołectwa. Leży na Podlasiu.
| SIMC    | Nazwa                | Rodzaj    |
| ------- | -------------------- | --------- |
| 0685305 | Pieńki Skrzeszewskie | kolonia   |
| 0685280 | Pieńki Wojewódzkie   | część wsi |
| 0685297 | Zamłynie             | część wsi |

W latach 1975–1998 miejscowość należała administracyjnie do województwa siedleckiego. 

## Historia
Skrzeszew został w 1428 r. nadany przez księcia Witolda biskupom łuckim, do których wieś należała do końca XVIII w. Skrzeszew, własność biskupa łuckiego, położony był w 1795 roku w ziemi drohickiej województwa podlaskiego. 
W 1660 roku król Jan Kazimierz ustanowił w Skrzeszewie dwa jarmarki: pierwszy na czwartą niedzielę Wielkiego Postu Laetare, drugi na dzień św. Michała 29 września. Uwolnił także wieś od podatków na cztery lata z powodu zniszczeń wojennych.
W 1724 r. wieś otrzymała przywilej lokacji miasta od króla Augusta II Mocnego. Wojny napoleońskie zniszczyły Skrzeszew. W 1808 r. dobra nabyła rodzina Obniskich. Odbudowano kościół, powstały wtedy także m.in. browar, gorzelnia, cukrownia oraz młyn. Pod koniec XIX w. mieszkało we wsi około 3 tysięcy osób. Po powstaniu styczniowym liczba mieszkańców znacznie się zmniejszyła.
Parafia w Skrzeszewie została ustanowiona 1446 r. W tym czasie wybudowano pierwszy kościół drewniany pw. św. Stanisława. W latach 1705–1733 powstał barokowy kościół z bogatym wyposażeniem wnętrza, ufundowany przez stolnika nurskiego S. Godlewskiego. Stał się on w XVI-XVIII w. znanym sanktuarium maryjnym na Podlasiu. Odnotowano w nim szereg uzdrowień i cudów zapisanych w księgach parafialnych. W 1837-40 kościół został przebudowany w stylu klasycystycznym przez właścicieli dóbr rodzinę Obniskich. Dobudowano wówczas do bryły kościoła czterokolumnowy joński portyk według projektu Gołońskiego, ucznia Kubickiego oraz dwie boczne kaplice. Następne remonty przeprowadzano w II poł. XIX w. oraz na początku XX w. W czasie I wojny światowej uszkodzona została dzwonnica oraz zburzone wieże. Ostatnia restauracja kościoła została przeprowadzona w 2000.
19 sierpnia 1920 roku, podczas wojny polsko-bolszewickiej, polska Brygada Jazdy Ochotniczej stoczyła pod Skrzeszewem i Frankopolem  zwycięską bitwę z dywizjami bolszewickiej 16 Armii. Wydarzenia te upamiętniają pomniki na cmentarzu i na wschodnim krańcu wsi oraz tablica w kościele parafialnym. Na miejscowym cmentarzu znajduje się kwatera żołnierzy poległych w 1920 roku.